# توميسلاف جلوماك
توميسلاف جلوماك (بالكرواتية: Tomislav Glumac)‏ (15 مايو 1991 بدوبروفنيك في كرواتيا - ) هو لاعب كرة قدم كرواتي في مركز الدفاع. شارك مع منتخب كرواتيا تحت 19 سنة لكرة القدم ومنتخب كرواتيا تحت 20 سنة لكرة القدم ومنتخب كرواتيا تحت 21 سنة لكرة القدم. أما مع النوادي، فقد لعب مع نادي رادنيتشكي سبليت وهايدوك سبليت ونادي زادار ‏ وبالق أسير سبور.

## روابط خارجية
- توميسلاف جلوماك على موقع اتحاد كرواتيا (الكرواتية)
- توميسلاف جلوماك على موقع اتحاد تركيا (لاعب) (الإنجليزية)
- توميسلاف جلوماك على موقع قاعدة بيانات كرة القدم.إي يو (الإنجليزية)
- توميسلاف جلوماك على موقع Soccerway.com (الإنجليزية)
- توميسلاف جلوماك على موقع عالم كرة القدم.نت (الإنجليزية)